# Présidence tchèque du Conseil de l'Union européenne en 2009
Présidence française du Conseil de l'Union européenne en 2008 Présidence suédoise du Conseil de l'Union européenne en 2009
La présidence tchèque du Conseil de l'Union européenne en 2009 désigne la première présidence du Conseil de l'Union européenne effectuée par la République tchèque depuis son entrée dans l'Union européenne en 2004. 
Elle fait suite à la présidence française de 2008 et précède la présidence suédoise du second semestre 2009.

## Programme

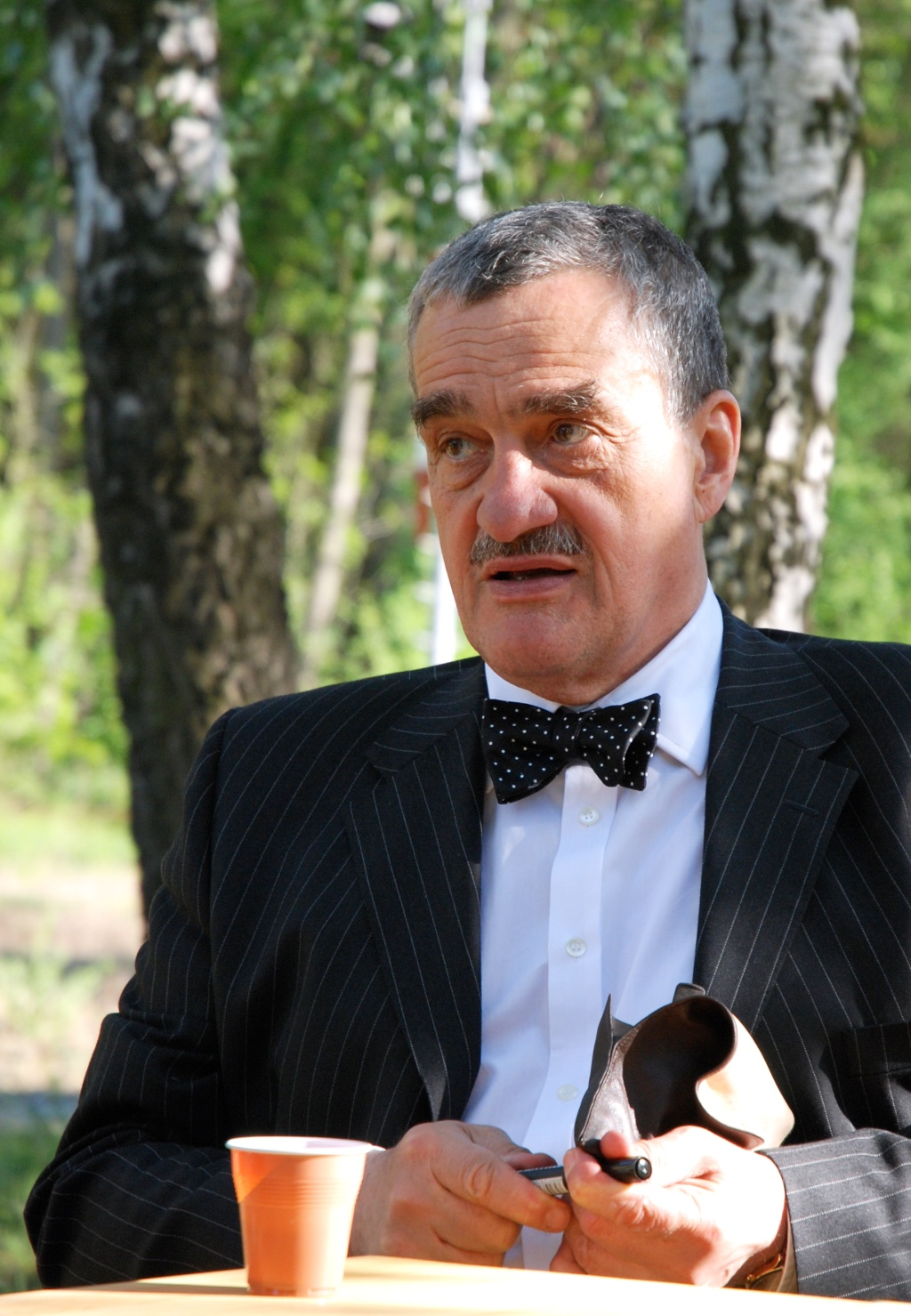
Karel Schwarzenberg, président du Conseil de l'Union européenne du 1er janvier 2009 au 8 mai 2009.

Deux questions de politiques étrangères étaient dans l'agenda de présidence : l'offensive militaire israélienne à Gaza, appelée « Opération plomb durci » ; et le conflit gazier russo-ukrainien. Dans les deux cas, l'Union européenne a tenté, avec difficulté, de trouver une position commune et de contribuer à la résolution de ces conflits.
En ce qui concerne la politique d'élargissement, la présidence a notamment été marquée par l'ouverture du chapitre 16 de l'acquis communautaire relatif à la fiscalité concernant la procédure d'adhésion de la Turquie à l'Union européenne.
Un autre objectif de la politique étrangère de la présidence fut le Partenariat oriental créé par le sommet du 7 mai 2009. Ce projet a été soutenu par le gouvernement tchèque dans le cadre de la politique européenne de voisinage dans le but de renforcer la dimension orientale. Auparavant, lors présidence française de 2008, l'Union pour la Méditerranée avait été créée, mais celle-ci avait une dimension méridionale.
En outre, pendant la présidence tchèque a œuvré afin que la ratification du traité de Lisbonne progresse, en particulier en République tchèque après que la Cour constitutionnelle a constaté la conformité du traité avec la Constitution tchèque. La ratification parlementaire s'est ainsi achevé. Cependant, le président tchèque Václav Klaus a refusé de signer l'instrument de ratification tant que l'Irlande, qui a rejeté le traité par référendum en 2008, ne le ratifiait pas par un second référendum. Ce second référendum a finalement eu lieu en octobre 2009, pendant la présidence suédoise du Conseil de l'Union.

## Contexte
Une particularité de la présidence tchèque est que gouvernement Topolanek II n'avait pas de majorité stable au parlement tchèque mais dépendait de plusieurs députés sans-étiquettes. Plusieurs motions de censure avaient été initiées par l'opposition socialiste mais toutes sans résultats. Finalement, à la suite d'un deuxième vote, la majorité absolue des députés a demandé, le 24 mars 2009, la démission du gouvernement. Cependant, il s'agissait d'un vote de confiance visant l'ensemble du membres du gouvernement. Par conséquent, il n'a pas été automatiquement associé à la nomination d'un nouveau gouvernement puisque des consultations devaient être menées pour en former un nouveau. Le président tchèque Václav Klaus, eu alors la tâche de rechercher un nouveau candidat pour former un gouvernement. Le 5 avril 2009, les principaux partis tchèques ont finalement convenu de la mise en place d'un gouvernement intérimaire de technocrates dirigé par le député indépendant, Jan Fischer (précédemment à la tête de l'Office tchèque des statistiques). Le gouvernement Fischer prit ses fonctions le 8 mai 2009.

## Symbole

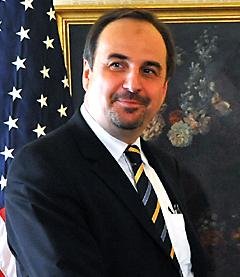
Jan Kohout, président du Conseil de l'Union à partir du 9 mai 2009 au 30 juin 2009.

### Identité visuelle
Le logo a été dessiné par le graphiste Tomáš Pakosta, originaire de Litomyšl. La structure de base du logo repose sur la forme du domaine internet de la présidence tchèque : lequel est « eu2009.cz ». Chaque lettre reprend une des couleurs présentent sur les drapeaux nationaux des États membres de l'Union.
En juillet 2007, un concours a été lancé pour la création du logo. La Commission d'évaluation mise en place s'est réunie la première fois le 5 novembre 2007 afin de pré-sélectionner 5 des 300 logos proposés. Le 30 novembre 2007, la Commission s'est de nouveau réunie et à sélectionner le modèle proposé par Tomáš Pakosta.

### Devise
La devise de la présidence, approuvé par le gouvernement tchèque en février 2007, était « une Europe sans barrières ». La présidence souhaitait, en cela, exprimer sa volonté d'éliminer les obstacles entre les États membres de l'Union, tant sur le plan économique que juridique et politiques.
Cette devise fait aussi écho, selon la présidence, aux 20 ans de la chute du mur et du rideau de fer.

## Sources

## Compléments